# Columbinae
Sous-famille
Les Columbinae (ou Colombinés en français) sont une sous-famille d'oiseaux qui rassemble plusieurs genres appelés, dans le langage vernaculaire : pigeons, tourterelles, tourtelettes, colombes, colombines, phasianelles, géopélies, gallicolombes, etc.

## Histoire
Le pigeon fait partie des espèces qui semblent avoir coévolué avec l'Homme depuis la Préhistoire. Il est difficile de connaître la densité de la population colombine préhistorique, mais on sait que le cousin nord-américain du pigeon européen, la Tourte voyageuse américaine, a constitué jusqu'au XVIIIe siècle d'immenses populations en Amérique du Nord, où il n'était que peu chassé par les Amérindiens. Ses vols obscurcissaient le soleil, selon les chroniqueurs. Lorsque sa chasse se développa, facilement puisqu'il n'était que peu craintif de l'Homme, ce sont des trains entiers de cadavres de pigeons sauvages qui furent alors envoyés dans les grandes villes, jusqu'à son extinction relativement brutale à la fin du XIXe siècle.
Le pigeon biset est domestiqué depuis la Préhistoire. Depuis l'Antiquité, les militaires l'utilisaient pour transmettre des messages. Il servait également à se nourrir.

## Liste alphabétique des genres
- Caloenas (f.) G.R. Gray, 1840
- Chalcophaps (f.) Gould, 1843
- Claravis (f.) Oberholser, 1899
- Columba (f.) Linnaeus, 1758 ; y compris Aplopelia Bonaparte, 1855
- Columbina (f.) Spix, 1825 ; y compris Scardafella Bonaparte, 1855
- Ectopistes† (m.) Swainson, 1827
- Gallicolumba (f.) Heck, 1849
- Geopelia (f.) Swainson, 1837
- Geophaps (f.) G.R. Gray, 1842
- Geotrygon (f.) Gosse, 1847
- Henicophaps (f.) G.R. Gray, 1862
- Leptotila (f.) Swainson, 1837
- Leucosarcia (f.) Gould, 1843
- Macropygia (f.) Swainson, 1837
- Metriopelia(f.) Bonaparte, 1855
- Microgoura† (f.) Rothschild, 1904
- Ocyphaps (f.) G.R. Gray, 1842
- Oena (f.) Swainson, 1837
- Patagioenas (f.) Reichenbach, 1852
- Petrophassa (f.) Gould, 1841
- Phaps (f.) Selby, 1835
- Reinwardtoena (f.) Bonaparte, 1854
- Starnoenas (f.) Bonaparte, 1838
- Streptopelia (f.) Bonaparte, 1855 ; y compris Nesoenas Salvadori, 1893
- Trugon (f.) G.R. Gray, 1849
- Turacoena (f.) Bonaparte, 1854
- Turtur (m.) Boddaert, 1783
- Uropelia (f.) Bonaparte, 1855
- Zenaida (f.) Bonaparte, 1838

## Liste des espèces
D'après la classification de référence (version 5.1, 2015) de l'Union internationale des ornithologues (ordre phylogénique) :